# Far North
Far North – dystrykt w Nowej Zelandii położony na Wyspie Północnej. Według danych na rok 2020 dystrykt zamieszkiwało 71 000 osób, a gęstość zaludnienia wyniosła 10,63 os./km². Punktem skrajnie północnym jest Przylądek Północny (ang. Cape Reinga).

## Klimat
Klimat jest subtropikalny typu oceanicznego. Średnia roczna dobowa temperatura wynosi 13 °C. Najcieplejszym miesiącem jest styczeń ze średnią dobową temperaturą 18 °C, a najzimniejszym jest lipiec ze średnią dobową temperaturą 8 °C. Średnie opady wynoszą 1312 milimetrów rocznie. Najbardziej deszczowym miesiącem jest lipiec (184 milimetrów opadów), a najbardziej suchym miesiącem jest styczeń (48 milimetrów opadów).

## Główne miasta dystryktu
- Kerikeri
- Kaitaia
- Kaikohe
- Moerewa
- Paihia
- Kawakawa
- Opua
- Haruru